# Phlegmariurus biformis
Phlegmariurus biformis é uma espécie de planta do gênero Phlegmariurus e da família Lycopodiaceae. 

## Taxonomia
A espécie foi descrita em 2012 por Benjamin Øllgaard. 
Os seguintes sinônimos já foram catalogados:  
- Lycopodium biforme  Hook.
- Huperzia biformis  (Hook.) Holub
- Urostachys biformis  (Hook.) Herter

## Forma de vida
É uma espécie epífita e herbácea. 

## Descrição
Vide em inglês!  
| Caule                 | Caule                                            |
| --------------------- | ------------------------------------------------ |
| cor da parte basal    | verde a castanha                                 |
| tipo de caule         | pendente/flexuoso                                |
| Folha                 |                                                  |
| formato das folhas    | anisofila/distante                               |
| lâmina dos micrófilos | linear lanceolado                                |
| inserção das folhas   | decorrente/patente/reflexa recurvada ou adpressa |
| base foliar           | curta                                            |
| esporófilo            | diferente das folha vegetativa                   |
| Esporângio            |                                                  |
| forma das duas valvas | iguais                                           |
| forma do esporângio   | reniforme                                        |
| Esporo                |                                                  |
| tipo de esporo        | foveolado                                        |

## Conservação
A espécie faz parte da Lista Vermelha das espécies ameaçadas do estado do Espírito Santo, no sudeste do Brasil. A lista foi publicada em 13 de junho de 2005 por intermédio do decreto estadual nº 1.499-R. 

## Distribuição
A espécie é encontrada nos estados brasileiros de Bahia, Espírito Santo, Minas Gerais, Paraná, Rio de Janeiro, Santa Catarina e São Paulo. 
Em termos ecológicos, é encontrada no domínio fitogeográfico de Mata Atlântica, em regiões com vegetação de floresta ombrófila pluvial.